# Villalier
Villalier  ist eine französische Gemeinde mit 968 Einwohnern (Stand 1. Januar 2022) im Département Aude in der Region Okzitanien. Sie gehört zum Arrondissement Carcassonne und zum Kanton  La Vallée de l’Orbiel.

## Nachbargemeinden
Nachbargemeinden von Villalier  sind  Bagnoles im Nordosten, Malves-en-Minervois im Südosten, Villemoustaussou im Südwesten und Conques-sur-Orbiel im Nordwesten.

## Bevölkerungsentwicklung
| Jahr      | 1962 | 1968 | 1975 | 1982 | 1990 | 1999 | 2013  |
| Einwohner | 658  | 602  | 643  | 806  | 923  | 919  | 1.018 |

## Persönlichkeiten
- Joë Bousquet (1897–1950), Schriftsteller, wurde in Villalier bestattet
- Armand Barbès (1809–1870), Revolutionär, wurde in Villalier bestattet

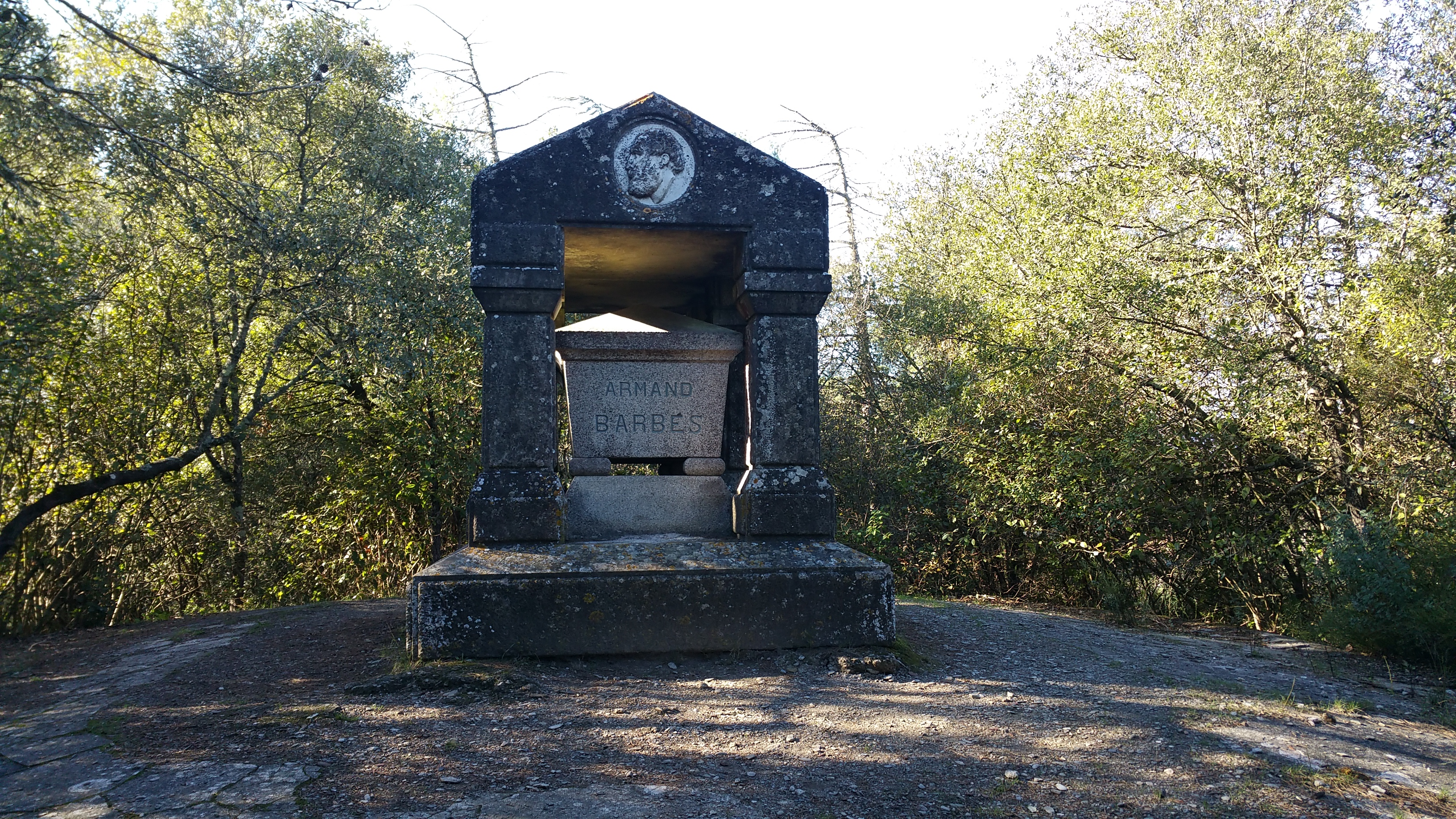
Grab von Armand Barbès